# Phare de Punta Medanosa
Le phare de Punta Medanosa (en espagnol : Faro Medanosa) est un phare actif situé à l'extrémité de Punta Medanosa (es) (département de Deseado), dans la Province de Santa Cruz en Argentine.
Il est géré par le Servicio de Hidrografía Naval (SHN) de la marine.

## Histoire
Le phare a été mis en service le 6 décembre 1949 sur un secteur de la côte pour marquer la présence d'îlots dangereux à environ 19 km au sud de Puerto Deseado.
Il était, à l'origine, alimenté à l'acétylène. À partir de l'an 2000, il a été électrifié à l’énergie solaire fournie par des panneaux solaires photovoltaïques.

## Description
Ce phare est une tour quadrangulaire en béton avec un tronçon pyramidal à claire-voie, avec une galerie et une lanterne de 12 m de haut. La tour est peinte en blanc avec des marques de jour noires et blanches. Il émet, à une hauteur focale de 29 m, deux éclats blancs, séparés par 3 secondes, par période de 11 secondes. Sa portée est de 10 milles nautiques (environ 19 km) .
Identifiant : ARLHS : ARG-054 - Amirauté : G1154 - NGA : 110-19948.
|                |
| Punta Medanosa |

|          |
| Le phare |

### Lien connexe
- Liste des phares d'Argentine